# Acid dihidroxibenzoic
Acizii dihidroxibenzoici (DHBA) reprezintă o subclasă de acizi fenolici.
Există șase compuși principali, care au toți aceeași formulă moleculară C7H6O4. Aceștia sunt:
- Acid 2,3-dihidroxibenzoic (acid 2-pirocatechuic sau hipogalic)
- Acid 2,4-dihidroxibenzoic (acid β-rezorcilic)
- Acid 2,5-dihidroxibenzoic (acid gentizic)
- Acid 2,6-dihidroxibenzoic (acid γ-rezorcilic)
- Acid 3,4-dihidroxibenzoic (acid protocatechuic)
- Acid 3,5-dihidroxibenzoic (acid α-rezorcilic)

Acidul orselinic este, de asemenea, un acid dihidroxibenzoic care are o grupare metil suplimentară.
|  | Această pagină listează articolele despre compuși chimici care au asociată aceeași denumire. |